# Дрогобицький музичний коледж імені Василя Барвінського
Дрогобицький музичний фаховий коледж імені Василя Барвінського — музичний заклад вищої освіти І рівня акредитації у місті Дрогобичі.

## З історії музичного коледжу
Дрогобицьке музичне училище засновано 1 вересня 1945 року в колишньому приміщенні «Української захоронки», яке було побудоване на початку ХХ ст, і у якому діяла Українська жіноча учительська семінарія сестер Василіянок.
У 1995 році, на відзначення 50-річчя з дня заснування, Дрогобицькому державному музичному училищу присвоєно ім'я Василя Барвінського. Того ж року, у вересні місяці, в музучилищі було створено кімнату-музей Василя Барвінського. 1998 року музучилище перейменоване в Дрогобицький музичний коледж імені Василя Барвінського.
На сьогодні Дрогобицький музичний коледж ім. В.Барвінського веде підготовку спеціалістів з напряму «Музичне мистецтво» всіх музичних спеціальностей, за винятком естрадної. Є єдиним музичним коледжем України, який здійснює навчання не лише на денній, а й на заочній формах навчання.

## Очільники
Першим директором музучилища був призначений Рябоконь Олексій Тимофійович, який працював у ньому з 1945 по 1953 рр.
Наступними директорами були Поліванова Емма Павлівна, Мішньов Анатолій Максимович, Гітлін Роман Панасович, Пукас Роман Миколайович.
З 1984 року музичне училище очолював Ластовецький Микола Адамович, заслужений діяч мистецтв України, член Національної спілки композиторів України, який працює композитором у різних музичних жанрах.
У січні 2016 року директором коледжу став Лауреат Міжнародних конкурсів баяністів-акордеоністів, кандидат мистецтвознавства Чумак Юрій Вікторович.

## Відомі випускники
- Володимир Бебешко — музикант, продюсер
- Ольга Бенч — музикознавець, Генеральний консул України в Пряшеві (Словаччина, 2005-2015), ректор Київської дитячої академіі мистецтв, доктор мистецтвознавства, професор Київської державної консерваторії імені П. І. Чайковського, заслужений діяч мистецтв України, народна артистка України
- Василь Волощук — скрипаль, композитор, виконавець, заслужений артист України
- Микола Гобдич — хоровий диригент, художній керівник хору «Київ», лауреат Шевченківської премії, народний артист України
- Андрій Карпінець — хоровий диригент, старший викладач кафедри хорового диригування КНУКіМ, головний хормейстер Хору Академічного ансамблю пісні й танцю Національної гвардії України
- Тарас Курчик — український співак, заслужений артист України
- Михайло Кулиняк - Міністр культури і туризму України (2010-2012), генеральний директор Національного палацу мистецтв «Україна» (2013-2014), директор Інституту сучасного мистецтва Національної академії керівних кадрів культури і мистецтв
- Володимир Курач — заслужений діяч мистецтв України, професор КНУКіМ, головний диригент чоловічої хорової капели України ім. Л.М.Ревуцького
- Юрій Курач — народний артист України, доцент КНМА ім. П.Чайковського, генеральний директор, художній керівник та головний диригент Національної капели бандуристів України ім. П.Майбороди
- Наталія Лемішка — українська співачка, народна артистка України
- Юсипович Мирон - оперний та симфонічний диригент, заслужений артист України
- Остапишин Петро — заслужений артист України, Член Національної спілки журналістів України, директор дирекції програм Львівської обласної державної телерадіокомпанії, ведучий (до 2018 р.)
- Володимир Сивохіп — український музикознавець, хоровий диригент, педагог, генеральний директор Львівської обласної філармонії, заслужений діяч мистецтв України
- Богдан Сюта — музикознавець, піаніст, педагог і композитор, член НСКУ (1992), доктор мистецтвознавства, професор. Член Правління Київської та Республіканської організацій НСКУ (2010), науковий консультант Міжнародної організації народної творчості при ЮНЕСКО (2010), лауреат Премії ім. М.В.Лисенка (2013)
- Олександр «Олесь» Журавчак — музикант-віртуоз (сопілка, народні духові інструменти), лауреат Міжнародних конкурсів, заступник Міністра культури (2014 р.)
- Таїсія Шафранська — солістка Одеського Національного академічного театру опери та балету, Лауреат Міжнародних конкурсів
- Ірина Стасишин (Гірняк) — Диригент Львівського національного театру опери та балету імені С.Крушельницької (з 2004 р.)
- Василь Коваль — український диригент, педагог. Лауреат всеукраїнських конкурсів. Диригент Дніпровського академічного театру опери та балету, головний диригент академічного симфонічного оркестру Запорізької філармонії.